# Catocyclotis geris
Catocyclotis geris är en fjärilsart som beskrevs av Doubleday 1847. Catocyclotis geris ingår i släktet Catocyclotis och familjen Riodinidae. Inga underarter finns listade i Catalogue of Life.